# Граф Орлок
Граф Орлок (нім. Graf Orlok; рум. Contele Orlok) — вигаданий персонаж, який вперше з'явився в німому фільмі «Носферату. Симфонія жаху» (1922) режисера Ф. В. Мурнау. Створений на основі «Графа Дракули» Брема Стокера, його грає німецький актор Макс Шрек, і він зображений у вигляді огидного вампіра, що походить від Веліала, який залишає свою батьківщину Трансильванію, щоб поширювати чуму в ідилічному місті Вісборг, у Німеччині періоду Бідермаєр, лише щоб знайти смерть від рук самовідданої жінки.
Персонаж знову з'являвся в наступних рімейках, зіграних Клаусом Кінскі, Дагом Джонсом і Біллом Скашгордом, а також в екранізаціях коміксів і сиквелах.
Виразний зовнішній вигляд Орлока, який ближче до вампірів зі східноєвропейського фольклору, ніж до традиційних зображень Дракули, вплинув на численні пізніші зображення вампірів, у тому числі в «Долі Салему», «Баффі — винищувачка вампірів» і франшизі фільмів «Блейд», зазвичай для того, щоб дистанціювати істот від їхніх традиційно олюднених або чарівних аналогів.

## Ім'я
Оскільки «Носферату» є несанкціонованою та неофіційною адаптацією роману Брема Стокера «Дракула» 1897 року, імена персонажів були змінені, щоб уникнути звинувачень у порушенні авторських прав, включаючи зміну імені Графа Дракули на Графа Орлока, що, за словами історика Матея Казаку, походить від румунського vârcolac, тоді як Девід Еннн Джонс фонетично пов'язує його з угорським ördög. Джонс також зазначає, що orlok є архаїчною формою голландського oorlog, що означає «війна». Альтернативні варіанти написання включали «Orlock», «Orlac» і «Orloc».
Незважаючи на це, персонаж згадується як «Носферату» в рекламних матеріалах фільму та в коментованій копії сценарію режисера Ф. В. Мурнау. У деяких перевиданнях фільму персонаж згадується як «Дракула».
У рімейку Вернера Герцога 1979 року «Носферату — привид ночі» імена персонажів повертаються до тих, що використовувалися в оригінальному романі, тоді як римейки 2023 і 2024 років зберігають імена, використані в оригінальному фільмі 1922 року. У сиквелі «Носферату у Венеції» (1988) до фільму 1979 року, персонаж згадується як «Носферату».

## Створення

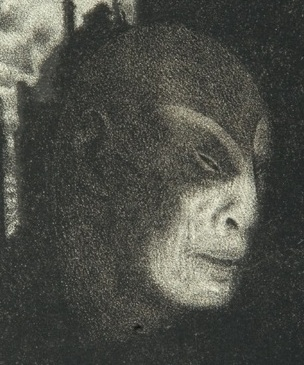
Ілюстрація з «Ґолема» Густава Майрінка, яка вплинула на дизайн Орлока

Персонаж був в основному задуманий засновником Prana Film і митцем-оккультистом Альбіном Грау. Грау стверджував, що його надихнуло зняти Носферату після зустрічі з фермером під час сербської кампанії, який заявив, що його батько був вампіром.
Грау сильно вплинув на зовнішній вигляд Орлока, який був натхненний ілюстраціями Гуго Штайнер-Прага до «Ґолема» Густава Мейрінка. Можливо, на нього також вплинули трупи, які він бачив в окопах Першої світової війни. Подальші зв'язки з війною були помічені в зв'язках Орлока з щурами, які були постійною неприємністю в окопах, також персонаж раптово з'являвся оповитий густим димом, що пов'язували з отруйними газами, які використовували під час конфлікту. Грау також змусив персонажа писати листи Ноку, наповнені енохіанськими, герметичними та алхімічними символами.
Персонажа зіграв Макс Шрек, чий військовий досвід під час Першої світової війни, як вважають, вплинув на його гру. Відповідно до записів щоденника Грау, Шрека, коли був повністю загримований, «уникали» словацькі асистенти на знімальному майданчику. Його образ Орлока був першим, хто зобразив вампірів як смертельно вразливих до сонячного світла. Попередні образи вампірів показували як такі, що вони відчувають дискомфорт від сонячного світла, але не смертельно чутливі до нього.

## Характеризація
У «Носферату» граф описаний у вигаданій книзі «Про вампірів, жахливих духів, чаклунство та сім смертних гріхів» як істота-гематофаг, що мешкає у вологих печерах, гробницях і трунах, наповнених землею, зібраною з кладовищ, де містяться жертви Чорної смерті. У книзі пояснюється, що Орлок походить від «насіння Веліала», сутності, описаної в сувоях Мертвого моря як одного з чотирьох сатанинських архідемонів і пов'язаної з чумою в Псалмі 41: 8-10. Девід Еннн Джонс зазначає, що на відміну від графа Дракули, на якому заснований персонаж, Орлок ніколи не був людиною чи приходом нежиті, натомість будучи істотою демонічного походження, яка спить у трунах лише заради захисту від сонячного світла та зручності транспортування щурів під його командуванням. У фільмі немає жодних згадок про шляхетне походження, подібне до Дракули, і немає жодних наречених чи циганських поплічників, при цьому жага Орлока до персонажа Еллен Хаттер є його єдиною людською приналежністю. Джонс далі коментує, що:
| Ліві лапки | Хоча невидимість і часткова невидимість і, ймовірно, здатність спілкуватися з тваринами та перетворюватися на них є спільними, інші аспекти магії Дракули відкидаються на користь Єнохіанського рукопису та заклинань. …У всьому, окрім активного споживання крові, Орлок… [є] ближчим до диявольських сутностей у «Дитина Розмарі» (1968) Романа Полянського, «Екзорциста» (1973) Вільяма Фрідкіна та «Омена» (1976) Річарда Доннера, ніж до вампіра Стокера. | Праві лапки |

Як зазначив Дж. Гордон Мелтон, Орлок більше нагадує фольклорних вампірів, ніж Дракулу, будучи повністю огидним, у нього лиса голова, дзьобоподібний ніс, запалі очі, загострені вуха та гострі нігті. Його зуби, замість того, щоб бути подовженими іклами, розташовані в передній частині рота, як у щура. Він ходить повільною та важкою ходою, а його одяг складається з довгого чорного пальта та вузьких штанів, які, за словами Антона Кеса, «справляють враження кінцівок скелета, щільно загорнутих у похоронний одяг». Орлоку також не вистачає ввічливості чи чарівності Дракули, він діє з невблаганною дивакуватістю, з його початковим ставленням до персонажа Томаса Хаттера, який був персонажем старого східноєвропейського аристократа, який пережив свою суспільну користь. Усі ці риси в сукупності виключають можливість того, що його коли-небудь приймуть за людину, таким чином не дозволяючи глядачам ідентифікувати себе з ним.
Хоча у фільмі ніколи не показували перевтілення, однак показано, що він здатний проходити крізь стіни, згідно з Стокером. Його асоціювання з чумою, хоча й відсутнє в Дракулі, узгоджується з вампірською міфологією, оскільки вампірів колись звинувачували у кількох історичних епідеміях. На відміну від Дракули Стокера, він відкидає тінь і відображається в дзеркалах.

## Біографія вигаданого персонажа
Граф Орлок — вампір із Трансильванії, відомий як «Птах смерті», який живе самотньо у величезному замку, прихованому серед скелястих вершин у загубленому куточку Карпатських гір. Замок і його господар, забуті світом протягом століть, оповиті тінями та навіюють надзвичайно зловісне відчуття через роки занедбаності. Місцеві селяни живуть у страху перед фантомами та перевертнями, що бродять по регіону, і ніколи не виходять на вулицю з настанням темряви.
Під час періоду Бідермаєр у 1838 році Орлок укладає угоду з житловим агентом Ноком, обіцяючи йому багатство в обмін на будинок у (вигаданому) місті Вісборг, Німеччина. Орлок приймає співробітника Нока, Томаса Хаттера, і майже розкриває свою справжню сутність після того, як Хаттер випадково порізав собі палець, через що граф ненадовго втратив контроль. Потім Орлок живиться Хаттером після того, як той впав від шоку. Коли Хаттер приходить до тями, Орлок підписує документи на купівлю будинку та помічає мініатюрний портрет дружини Хаттера, Еллен, і відзначає, що у неї «прекрасна шия».
Після того, як Хаттер виявляє вампірську природу Орлока, граф знову намагається похарчуватися ним, але отримує відсіч, коли телепатично відчуває страждання Еллен. Наступного ранку Орлока виявляють «сплячим» у брудній труні, наповненій землею. Потім Хаттер стає свідком того, як Орлок завантажує візок із кількома трунами, наповненими землею, в одній з яких він потім ховається, і їх відвозять, щоб завантажити на корабель «Емпуса», що прямує до Вісборга.
Під час своєї подорожі Європою він вбиває всіх на борту «Емпуса» і поширює чуму по всьому континенту. Після прибуття до Вісборга Орлок заповнює місто щурами, які сплять у його трунах, і незліченна кількість людей стає жертвою чуми, що змушує місцеву владу оголосити карантин і викликає істерію серед городян. Еллен дізнається, що Носферату можна перемогти, лише якщо жінка з чистим серцем добровільно дозволить йому харчуватися нею достатньо довго, щоб не дати йому шукати притулку до сходу сонця. Еллен заманює Орлока до своєї кімнати та лежить у ліжку, поки він п'є з її шиї. Сонце сходить, і Орлок згорає в хмарі диму.

## Інтерпретації
У своїй праці «Від Калігарі до Гітлера» Зігфрід Кракауер визначив Орлока як «бич Божий», який можна порівняти з Аттілою, зазначивши, що «дуже важливо, що протягом цього періоду німецька уява, незалежно від її вихідної точки, завжди тяжіла до таких постатей — ніби під впливом любові-ненависті». Матей Казаку проводить паралель між спробою Орлока підкорити Вісборг із невдалими імперськими амбіціями Вільгельма II, але зазначає, що «вампір принаймні мав розраду від переживання кохання». Антон Кес зазначає, що жага крові Орлока символізує любов до вічних цінностей, а не до «безладної сфери комерції», яка мала б відгук у тогочасної аудиторії, яка жила в період інфляції та міжкультурної напруги. Кес також встановлює зв'язок між Орлоком і враженими снарядами ветеранами, які повертаються зі Східного фронту, причому Орлок трактується як уособлення травми Томаса Хаттера, втручання в його особисте життя та змагання за кохання Еллен.
Деякі автори порівнюють зовнішність Орлока зі стереотипними карикатурами на євреїв того часу, коли створювався Носферату. Його риси також порівнювали з рисами щура чи миші, з першими з яких євреїв часто ототожнювали. Джим Гоберман зазначає, що дії Орлока у фільмі пробуджують «як кривавий наклеп, так і звинувачення в отруєнні колодязів для поширення хвороби, що призвело до широкомасштабних погромів і майже знищення євреїв по всій Рейнській області в середині XIV століття». Інші говорили, що усвідомлені асоціації між Орлоком і антисемітськими стереотипами навряд чи були свідомими рішеннями, посилаючись на те, що режисер Ф. В. Мурнау захищав єврейських акторів і статус гомосексуаліста, що зробило б його «імовірно більш чутливим до переслідування підгрупи всередині більшого німецького суспільства».

## Сприйняття
Сприйняття Орлока та його «монструозності» порівняно з іншими вампірами було дуже позитивним, у публікації журналу «Vulture Magazine» заявлялося: «Показовий фільм про Дракулу у всьому, крім назви, „Носферату“ — один із найважливіших і найвпливовіших фільмів, які коли-небудь знімали, частково завдяки жахливому графу Орлоку Шрека. З його хитрою статурою, вухами у формі кажана та закрученими нігтями Орлок залишається лиходієм, що тривожить і через сто років». Роджер Еберт високо оцінив гру Шрека в ролі Орлока, зазначивши, що він в ній «уникає більшості театральних вкраплень, які відволікали б від усіх пізніших виступів… Вампір повинен виглядати не як яскравий актор, а як людина, яка страждає від страшного прокляття». Подібним чином Кім Ньюмен похвалив монструозну природу Орлока, заявивши: «Вампір Шрека справді кошмарний, він крадеться з тіні, як щось, що ви дійсно хотіли б побачити подалі, у його сховку». І навпаки, Андре Жід вважав, що персонаж Орлока був надто відверто жахливим, щоб достовірно ввести в оману інших персонажів. Мордонт Голл також був критичним, заявивши: «Рухи Макса Шрека в образі Носферату надто продумані, щоб бути життєвими».

## Пізніші втілення

### Втілення Кінскі
Клаус Кінскі
Персонаж був втілений Клаусом Кінскі в рімейку Вернера Герцога «Носферату — привид ночі» 1979 року. Герцог описав це втілення як «не чудовисько, а амбівалентну, майстерну силу змін. Коли загрожує чума, люди викидають своє майно на вулиці; вони відкидають свої буржуазні атрибути. Відбувається переоцінка життя та його сенсу». Кінскі описав його як «людину без свободи волі. Він не може вибирати і не може перестати бути. Він є своєрідним втіленням зла, але він також людина, яка страждає, страждає за любов. Це робить його набагато драматичнішим, двостороннім».

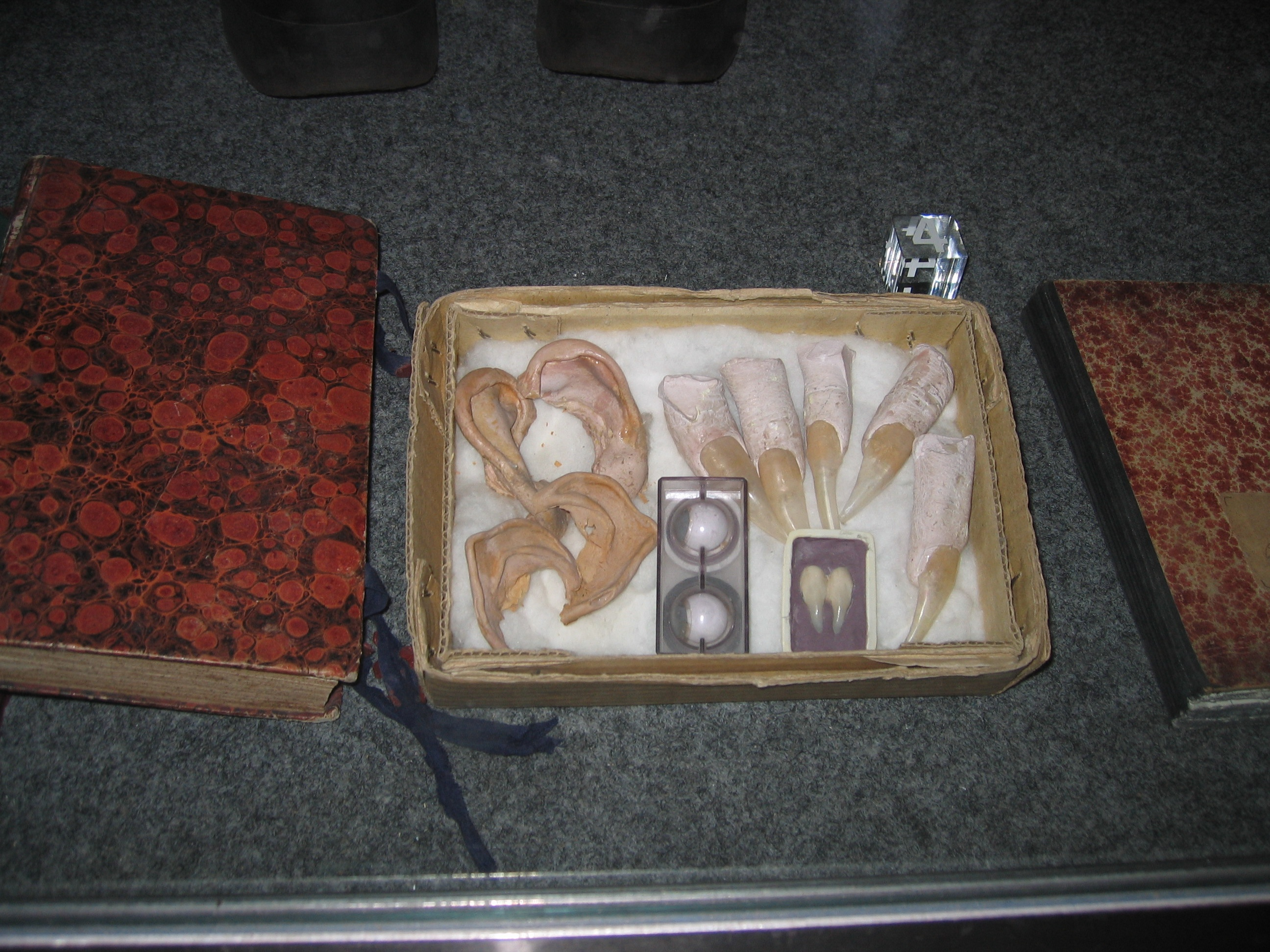
Протези, використані Клаусом Кінскі для «Носферату — привид ночі» в

Макіяж Кінскі був імітацією макіяжу Макса Шрека в оригіналі 1922 року і був втілений японською художницею Рейко Крук. Хоча Кінскі сварився з Герцогом та іншими під час створення інших фільмів, він порозумівся з Крук, і чотиригодинні сеанси гриму проходили без будь-яких спалахів гніву з боку самого Кінскі.
Втілення Кінскі було високо оцінено Роджером Ебертом, який написав, що «немає нічого приємного у вампірі Герцога», якого «зіграв Клаус Кінскі абсолютно без его… [Кінскі] шанує серйозність вампірів. … якби вони були справжніми, ось як вони повинні виглядати», у той час як Фабіо Джованніні описує образ Кінскі як «безсумнівно, найогиднішого вампіра в історії кінематографа». Девід Еннн Джонс зауважує, як персонаж Кінскі применшує демонічні аспекти оригінального Орлока та ближче підходить до Дракули, оскільки він згадує його благородне походження та здатність створювати більше вампірів зі своїх жертв. Крім того, вампір Кінскі не відображається в дзеркалах, на відміну від оригіналу. Саймон Бекон, порівнюючи гру Кінскі та Шрека, зауважує:
| Ліві лапки | «Дракула» Кінскі не лише спирається на звірину природу вампіра Шрека — він помітно стародавній і нелюдський — але й додає світової втоми й меланхолії до його персони відповідно до самоаналізу руху нового німецького кіно 1970-х років. ... У той час як рухи Шрека жорсткі та вигнуті, віддзеркалюючи готичну архітектуру, яка так часто оточує його, постава Кінскі округлена, ніби він стискається досередини, а його рухи загалом повільні та сповнені болю. | Праві лапки |

У псевдосиквелі 1988 року «Носферату у Венеції» до римейку 1979 року, вампір, якого знову зіграв Кінскі, зображений як «байронічний герой», який шукає смерті, займаючись коханням із незайманою жінкою. У фільмі є кілька нововведень у міфі про вампірів, показуючи, що монстр може ходити при денному світлі, відображатися в дзеркалах і його не відлякують хрести. Кінскі спочатку відмовився голити голову та носити фальшиві ікла для ролі, хоча погодився й носив традиційні щурячі ікла Орлока протягом кількох сцен. Меттью Едвардс заявив, що «Кінскі малює свого вампіра-садиста з насмішкуватою огидою до оточуючих», тоді як Роберто Керті заявив, що гра Кінскі «заглушає фільм».

### Ремейк 2023 року
У рімейку 2023 року Орлока зіграв Даг Джонс. В інтерв'ю Dread Central він заявив: «Я не думаю, що Орлок усвідомлює, наскільки він збляк. У своїй свідомості він все ще той хвацький граф, яким був колись, і ця дихотомія мене зачарувала». Його макіяж був обмежений обличчям і руками, а на його нанесення знадоблялося по чотири години. Стосовно свого втілення Джонс сказав: «Чим далі ти йдеш від людини, тим важче грати… Людяність Орлока все ще там, похована під шарами мук і голоду. Ось звідки походить справжня гра — його бажання, жалі та страхи». Режисер Девід Лі Фішер пояснив, що ця інтерпретація Орлока була навмисно дистанційована від втілення Кінскі та ближче до оригінальної гри Шрека, який є «стихійною силою природи… безперечно руйнівною, але не обов'язково злою».
Гра Джона отримала неоднозначні відгуки: Таррін Ґагерті з Collider вихваляла його як один із найкращих аспектів фільму, «майстерно поєднуючи фізичну акторську гру з протезами та практичними ефектами», тоді як Дженні Кермоуд з Eye For Film порівняла його з попередніми виконавцями Орлока, заявивши, що «він не може передати ту саму атмосферу неймовірної харизми [як Макс Шрек], від якої фільм дійсно залежить; він також не може привернути увагу глядача, як це робив у своїх спробах Клаус Кінскі».

### Ремейк 2024 року
Білл Скашгорд зіграв Орлока в рімейку Роберта Еґґерса 2024 року. Це втілення зображено як колишній Соломонар, який уклав угоду з Сатаною в спробі отримати безсмертя.
Спочатку Скашгорд мав зіграти Томаса Хаттера, але Еґґерс вирішив вибрати його на роль Орлока після того, як побачив його у ролі Пеннівайза у фільмі «Воно 2». Намір Еґґерса полягав у тому, щоб дистанціювати свого Орлока від звичайних кінематографічних вампірів і черпати натхнення у фольклорі, що призвело до створення «незграбного звіра з гучним голосом — менше вампіра, більше неживого трансільванського дворянина», зберігаючи при цьому деталі, що нагадують втілення Шрека, такі як нігті, поставу та форму голови. Макіяж був нанесений Девідом Вайтом, який моделював тон шкіри на восковій скульптурі XVII—XVIII століть. Образ Орлока в цьому фільмі частково натхненний Владом Дракулою, на честь якого був названий оригінальний Дракула, а Еґґерс заявив, що «ніколи не існувало версії Дракули чи Носферату, одягненого як трансільванський дворянин, у справжньому угорському вбранні XVI століття». Художник по костюмах Лінда Муір черпала натхнення у трансільванських військових приблизно з 1560 року до середини 1600-х років, включивши в костюм Орлока елементи одягу, такі як доломан, шуба з хутра (менте) або ковпак. Скашгорд, який відмовився від цифрової модуляції свого голосу, навчався понижувати голос у ісландської оперної співачки Асгердур Юніусдоттір, включивши в свої репліки монгольський горловий спів. Натхненний тим, що Орлок був давньорумунським графом, Еґґерс вирішив, щоб він розмовляв у фільмі реконструйованою формою дакійської мови. Створюючи інтер'єр замку Орлока, художник-постановник Крейг Летроп прагнув надати йому лякаючого вигляду, зводячи до мінімуму меблі. Замок Корвінів було обрано для екстер'єрних сцен, оскільки він «у жахливій формі», таким чином збігаючись із «хворою» естетикою, яку хотів досягти Латроп. Для саркофага Орлока він включив символи Соломона та дакійські малюнки.
Гра Скашгорда була позитивно сприйнята критиками. Пітер Бредшоу описав втілення Скашгорда як «темне і надзвичайно жахливе, але не обов'язково таке страшне, як можна було очікувати», тоді як Метт Цоллер Зайтц описав її як «найкращу роботу Скашгорда», яку краще розглядати не як «виставу, а як огидну, але дивно заворожуючу непристойність, викопану з гробниці та розміщену перед камерою». Веслі Морріс описав його як «найогиднішого на вигляд, найбільш багнистого, найбільш закінченого, найбільш гнилого, найбільш вусатого, найменш живого Дракулу, якого я можу пригадати. … Цей „Носферату“ змушує вас відчути себе спокушеним і хворим через спокусу».

## Спадщина
Захоплення Орлока фотографією Хаттера, на якій зображена його дружина, і його вихід із труни на борту «Емпузи» у стилі «джека-стрибунця» були імітовані в кількох наступних адаптаціях Дракули.
Дизайн Орлока вплинув на дизайн Курта Барлоу в міні-серіалі 1979 року «Доля Салему». Вампіри, схожі на Орлока, також з'являлися разом зі своїми більш звичайними побратимами у серіалі «Баффі — винищувачка вампірів» і франшизі «Блейд», де вони, за словами Саймона Бекона, «використовуються для того, щоб передати грізного антагоніста на противагу дедалі більш олюдненим вампірам, які оточують і Баффі, і Блейда; повернення до жахливості, яка лежить в основі міфології». Дизайн Орлока також був джерелом натхнення для створення деяких істот, які не є вампірами, у тому числі Реманів із «Зоряний шлях: Відплата».
Орлок з'явився в серії коміксів Марка Елліса «Носферату: чума терору», що складається з чотирьох частин, де детально розкривається його передісторія та поміщає його в сучасну епоху. У цій серії він зображений як карпатський дворянин XI століття, який був убитий після того, як став вампіром, і запечатаний у своєму замку, щоб мимоволі воскреснути завдяки хрестоносцю, якого він згодом перетворює на вампіра. Потім Орлок спричиняє хаос протягом усієї історії, лише щоб бути зупиненим у сучасному Брукліні.
Орлок, під ім'ям «Носферату», був включений в епізод 2002 року «Graveyard Shift» мультсеріалу «Губка Боб Квадратні Штани». Сценарист і режисер розкадровки Джей Лендер спочатку хотів створити оригінального персонажа під назвою «Флорборд Гаррі», але замінив його на Орлока як данину серії журналів «Відомі монстри кінокраїни», яка йому подобалася в дитинстві і де він вперше побачив зображення Орлока. За словами автора Polygon Джеймса Гребі, «цілком можливо, що більше людей бачили графа Орлока в тому епізоді «Губки Боба», ніж бачили «Носферату»». Персонаж з'являвся в деяких наступних епізодах «Губки Боба Квадратні Штани», а дитяча версія персонажа на ім'я «Кідферату» представлена в «Табір «Корал»: Дитинство Губки Боба». Роберт Еґґерс, режисер ремейку «Носферату» 2024 року, зазначив, що Губка Боб Квадратні Штани представив Графа Орлока молодшій аудиторії.